# 1981 no Brasil
Esta é uma cronologia dos fatos acontecimentos de ano 1981 no Brasil.

## Incumbente
- Presidente do Brasil -  João Figueiredo (15 de março de 1979 - 15 de março de 1985)
- Vice-presidente do Brasil - Aureliano Chaves (15 de março de 1979 - 15 de março de 1985)

## Eventos
- 6 de janeiro: O navio brasileiro Novo Amapá afunda por causa de excesso de lotação na foz do rio Cajari, Pará, matando mais de 130 pessoas.[1]
- 13 de janeiro a 17 de janeiro: O primeiro-ministro do Canadá, Pierre Trudeau, faz sua visita ao Brasil para encontrar o presidente João Figueiredo no Palácio do Planalto no dia seguinte.[2][3]
- 30 de abril: Duas bombas explodem em um carro no Pavilhão Riocentro, no Rio de Janeiro, durante um show comemorativo do Dia do Trabalhador, matando o sargento Guilherme Pereira do Rosário e ferindo o capitão Wilson Dias Machado, ambos do Exército Brasileiro, no chamado Atentado do Riocentro.[4]
- 13 de julho: Pelé recebe o título de Atleta do Século, eleito pelo jornal francês L'Equipe.[5]
- 19 de agosto - É inaugurada em São Paulo o Sistema Brasileiro de Televisão.
- 12 de setembro: Presidente João Figueiredo inaugura o Memorial JK, em Brasília.[6]
- 19 de setembro: O barco brasileiro Sobral Santos II afunda no rio Amazonas, no porto da cidade de Óbidos, matando mais de 300 pessoas.[7][8]
- 17 de outubro: Nelson Piquet se consagra campeão de Formula 1 ao chegar em 5° no GP de las Vegas
- 13 de dezembro: O Clube de Regatas Flamengo sagra-se campeão da Copa Intercontinental (também conhecida como Mundial Interclubes) pela primeira vez, vencendo o Liverpool por 3-0.
- 22 de dezembro: Presidente João Figueiredo sanciona a lei, que cria o Estado de Rondônia.[9]

## Nascimentos
- 14 de janeiro: André Ramiro, ator.
- 21 de janeiro: Michel Teló, cantor.
- 4 de fevereiro: Sabrina Sato, atriz e apresentadora.
- 15 de fevereiro: Heurelho da Silva Gomes, futebolista.
- 1 de março: Ana Hickmann, apresentadora
- 20 de março: Mateus Solano, ator.
- 19 de abril: Ratinho Júnior, político.
- 26 de abril: Diogo Nogueira, cantor.
- 31 de agosto: 
  - Mosiah Rodrigues, ginasta.
  - Xuxa, futebolista.
- 1 de novembro: Thiago Fragoso, ator.

## Mortes
- 13 de junho: Amácio Mazzaropi, ator, humorista e cineasta (n. 1912)